# Drimia salteri
Drimia salteri là một loài thực vật có hoa trong họ Măng tây. Loài này được (Compton) J.C.Manning & Goldblatt mô tả khoa học đầu tiên năm 2000.